# So Tsche Da Mezaka Asman Wi
So Tsche Da Mezaka Asman Wi (paschtunisch څو چي ده ځمکه او اسمان وي So Tsche Da Mezaka Asman Wi, deutsch ‚So lange es die Erde und die Himmel gibt‘) war von 1973 bis 1978 die Nationalhymne der Republik Afghanistan.

## Geschichte
Nach Abschaffung der Monarchie 1973 wurde eine neue Nationalhymne gebraucht, weil die bisherige Nationalhymne ein Loblied auf den König darstellte. 1978 kam infolge der Saur-Revolution eine kommunistische Regierung an die Macht. Diese nahm erneut eine neue Nationalhymne an.

## Paschtunischer Originaltext
څو چي دا جهان ودان وي

څو چي ژوندي په دي جهان وي

څو چي پاتي يو افغان وي

تل دي وي جمهوريت

تل دي وي ملي وهدت

تل دي وي افغان ملي جمهوريت

## Transkription
So Če Da Mezaka Asman Wī

So Če Da Jahan Wadan Wī

So Če Jowand Pa De Jahan Wī

So Če Pati Yaw Afghan Wī

Təl Ba Da Afghanistan Wī

Təl De Wī Afghan Melat

Təl De Wī Jumhouriat

Təl De Wī Meli Wahdat

Təl De Wī Afghan Mellat Jumhouriat

Təl De Wī Afghan Mellat Jumhouriat Meli Wahdat – Meli Wahdat

## Deutsche Übersetzung
So lange es die Erde und den Himmel gibt;

So lange die Welt besteht;

So lange es Leben in der Welt gibt;

So lange ein einzelner Afghane atmet;

Wird es dieses Afghanistan geben.

Langes Leben der afghanischen Nation.

Langes Leben der Republik.

Für immer besteht unsere nationale Einheit;

Für immer bestehen die afghanische Nation und die Republik;

Für immer bestehen die afghanische Nation, die Republik und die nationale Einheit – nationale Einheit.